# Philobota argotoxa
Philobota argotoxa is een vlinder uit de familie van de sikkelmotten (Oecophoridae). De wetenschappelijke naam van de soort werd in 1889 gepubliceerd door Edward Meyrick.